# Food and Drug Administration
Die U.S. Food and Drug Administration, abgekürzt FDA, deutsch US-Behörde für Lebens- und Arzneimittel, ist die Lebensmittelüberwachungs- und Arzneimittelbehörde der Vereinigten Staaten. Als solche ist sie dem amerikanischen Gesundheitsministerium unterstellt. Die FDA wurde 1927 gegründet und ist in White Oak angesiedelt nahe der Stadt Silver Spring im US-Bundesstaat Maryland. Der als FDA Commissioner bezeichnete amtierende Leiter der Behörde ist Martin Makary. Es gibt vier Direktoren für die Hauptaufgaben der Behörde.
Ihre Aufgabe ist der Schutz der öffentlichen Gesundheit in den USA. Die FDA kontrolliert die Sicherheit und Wirksamkeit von Arzneimitteln der Human- und Tiermedizin, biologischer Produkte, von Medizinprodukten, Lebensmitteln, strahlenemittierenden Geräten, Tabakprodukten und Kosmetik. Dies gilt für in den USA hergestellte wie auch für importierte Produkte.
Sämtliche in den USA zugelassenen Medikamente müssen bei Pharmaherstellern gefertigt werden, welche von der FDA (oder internationalen Partnerbehörden gemäß den geschlossenen Abkommen) inspiziert wurden und deren Herstellungsanlagen den Regularien entsprechen. Hersteller von Medizinprodukten und deren Medizinprodukte müssen bei der FDA registriert bzw. gelistet sein, um legal in den USA vertrieben zu werden.

## Geschichte
Die Errichtung und das Wachstum einer Behörde zum Zwecke des Verbraucherschutzes bei der Arzneimittelanwendung ist im Zusammenhang zu sehen mit verschiedenen gesetzgeberische Reaktionen auf Arzneimittelzwischenfälle, insbesondere des Diphtherie-Antitoxin-Vorfalls von 1901, der Sulfanilamid-Katastrophe von 1937 und des Thalidomid-Vorfalls von 1960.
1901 erkrankte ein Pferd namens Jim, dessen Blutserum in den USA zur Erzeugung von Diphtherie-Antiseren verwendet wurde, an Tetanus. Kurz danach starben 13 Kinder an Tetanus.
Die Woman’s Christian Temperance Union führte daraufhin eine öffentliche Kampagne zur Schaffung eines Gesetzes gegen Lebensmittelverunreinigungen und damals gebräuchliche Arzneimittel. Am 1. Juli 1902 wurde der Biologics Control Act von US-Präsident Theodore Roosevelt unterzeichnet, in dem erstmals bundesweit Regeln für Biopharmaka und Impfstoffe aufgestellt wurden.
1906 unterzeichnete Roosevelt den Pure Food and Drug Act, nach dem Leiter des Bureau of Chemistry auch Wiley Act genannt, der die Verbringung verfälschter Lebens- oder Arzneimittel zwischen Bundesstaaten untersagte. Die Überwachung unterlag dem Bureau of Chemistry; dieses war dem Landwirtschaftsministerium unterstellt. 1927 wurde die Aufsichtsfunktion des Bureau of Chemistry in einer neuen Behörde, der Food, Drug, and Insecticide Administration, zusammengefasst, die 1930 in Food and Drug Administration umbenannt wurde.
Die Sulfanilamid-Katastrophe führte zur Verabschiedung des Food, Drug, and Cosmetic Act im Jahr 1938, der eine Prüfung von Arzneimitteln vor der Markteinführung vorschrieb, irreführende therapeutische Behauptungen verbot und der FDA weitreichende Eingriffsbefugnisse gab. Bis heute ist dieses Gesetz die Grundlage der meisten FDA-Regulationen.
Nach dem Contergan-Skandal wurde der Food, Drug, and Cosmetic Act 1962 um das Kefauver-Harris Amendment erweitert, das die Pharmaunternehmen verpflichtet, die Wirksamkeit und Sicherheit von neuen Arzneimitteln nachzuweisen.
Im Februar 2020, als die Gefährlichkeit der COVID-19-Pandemie in den Vereinigten Staaten noch nicht erkannt und US-Präsident Donald Trump wiederholt behauptete, sie sei under control setzte Stephen Hahn, der Chef der FDA, Regeln in Kraft, die es Krankenhäusern, Privatkliniken und Unternehmen erschwerten, diagnostische Tests wie COVID-19-Tests in Notfällen einzusetzen. Andere Länder machten damals schon zehntausende Tests am Tag, in den USA waren es weniger als 100 täglich.
Ende Februar 2020 wurden die Regeln gelockert.

## Aufgabe der FDA
Auch die Verbesserung der öffentlichen Gesundheit ist Aufgabe der FDA. Dies geschieht u. a. durch Unterstützung oder Beschleunigung von Innovationen, die Arznei- und Lebensmittel effektiver, sicherer und erschwinglicher machen können. So können durch beschleunigte Zulassungsverfahren neuartige Medikamente schneller für Patienten zugänglich gemacht werden, um z. B. bisher unbehandelte Krankheiten besser therapieren zu können. Dabei unterstützen unabhängige Experten die FDA in der Entscheidungsfindung über die Zulassung oder Ablehnung neuer Medikamente.
Des Weiteren veröffentlicht die FDA genaue, wissenschaftlich fundierte Informationen zum Gebrauch von Arznei- und Nahrungsmitteln zur Verbesserung der allgemeinen Gesundheit. Angesichts der trotz erheblichen Forschungsaufwandes zum Zeitpunkt der Zulassung nur begrenzt aussagekräftigen Informationen zur Arzneimittelsicherheit wurde von manchen Wissenschaftlern vorgeschlagen, das Zulassungssystem umzugestalten: eine Kombination aus häufiger zu erteilenden bedingten Zulassungen und verbesserter unabhängiger Arzneimittelüberwachung nach der Zulassung solle insgesamt zu einer besseren Arzneimittelsicherheit führen.

## Nahrungsergänzungsmittel
Im Jahr 1994 wurde der Dietary Supplement Health and Education Act verabschiedet. Dieser regelt, dass bestimmte Nahrungsergänzungsmittel als Lebensmittel und nicht als Arzneimittel zu klassifizieren sind. Deswegen müssen sie nicht mehr von der FDA zugelassen werden. Ein Nahrungsergänzungsmittel muss heute zuerst als erwiesenermaßen schädlich gelten, bevor die FDA eingreifen kann.

## Organisation
Die vier Direktoren sind für folgende Hauptaufgaben zuständig:
- Medical Products and Tobacco (medizinische Produkte und Tabak)
- Foods (Lebensmittel)
- Global Regulatory Operations and Policy (Allgemeine Regulierung)
- Operations (Vollzugs- und Organisationsangelegenheiten)

Die FDA hat zahlreiche Abteilungen, Zentren und Büros, die entweder direkt der Leitung oder einem der vier Direktoren unterstellt sind. Nach einer Restrukturierung 2019 gehören dazu:
- Office of the Commissioner (DCA, Büro des Behördenleiters)
- Center for Biologics Evaluation and Research (DCB, Zentrum für biologische Bewertung und Forschung)
- Center for Devices and Radiological Health (DCC, Zentrum für medizinische Geräte und Strahlenschutz)
- Center for Drug Evaluation and Research (DCD, Zentrum für Arzneimittelbewertung und -forschung)
- Center for Food Safety and Applied Nutrition (DCE, Zentrum für Lebensmittelsicherheit und angewandte Ernährung)
- Center for Tobacco Products (DCF, Zentrum für Tabakprodukte)
- Center for Veterinary Medicine (DCG, Zentrum für Tiermedizin)
- Oncology Center of Excellence (DCH, Onkologisches Kompetenzzentrum)
- Office of Regulatory Affairs (DCI, Büro für Überwachungsaufgaben)
- Office of Clinical Policy & Programs (DCJ, Büro für klinische Richtlinien und Programme)
- Office of Food Policy & Response (DCL, Büro für Ernährungspolitik & Reaktion)
- Office of the Chief Scientist
- National Center for Toxicological Research (DCP, Nationales Zentrum für toxikologische Forschung)

## Leiter der Behörde
Langjähriger Leiter in der Gründungszeit war Walter Gilbert Campbell, der von 1921 bis 1924 und 1927 bis 1944 amtierte.
| Name                  | Bild | ernannt           | entlassen          | amtierender US-Präsident       |
| --------------------- | ---- | ----------------- | ------------------ | ------------------------------ |
| Donald Kennedy        |      | 1977              | 1979               | Jimmy Carter                   |
| David A. Kessler      |      | 8. November 1990  | 28. Februar 1997   | George H. W. Bush Bill Clinton |
| Jane E. Henney        |      | 17. Januar 1999   | 19. Januar 2001    | Bill Clinton                   |
| Mark McClellan        |      | 14. November 2002 | 26. März 2004      | George W. Bush                 |
| Lester Crawford       |      | 18. Juli 2005     | 23. September 2005 | George W. Bush                 |
| Andrew von Eschenbach |      | 13. Dezember 2006 | 20. Januar 2009    | George W. Bush                 |
| Margaret Hamburg      |      | 22. Mai 2009      | 1. April 2015      | Barack Obama                   |
| Stephen Ostroff       |      | Februar 2015      | Januar 2016        | Barack Obama                   |
| Robert Califf         |      | Februar 2016      | Mai 2017           | Barack Obama                   |
| Scott Gottlieb        |      | Mai 2017          | April 2019         | Donald Trump                   |
| Stephen Hahn          |      | Dezember 2019     | Januar 2021        | Donald Trump                   |
| Janet Woodcock        |      | Januar 2021       | April 2025         | Joe Biden                      |
| Martin Makary         |      | April 2025        |                    | Donald Trump                   |

## Kritik
Der FDA wird von mehreren englischsprachigen Zeitschriften Nähe zu der von ihr regulierten Pharma-Branche vorgeworfen. Die Organisation wird teilweise durch dieselben Unternehmen finanziert, deren Vorgehen geprüft werden soll, und ehemalige Beschäftigte der regulierenden Organisation wurden später für die jeweiligen Konzerne tätig. Die Zahlungen der Pharma-Industrie für Zulassungsuntersuchungen sind in den vergangenen Jahrzehnten stark angestiegen. 1993 wurde die FDA zu 27 % über solche Gelder finanziert, 2017 schon zu 75 %. Auch evaluierende Ärzte innerhalb der Organisation erhielten Zahlungen der pharmazeutischen Unternehmen.
In der Öffentlichkeit gibt es eine anhaltende Debatte über die Wirksamkeit von neu zugelassenen Arzneimitteln. Im Jahr 2011 ergab eine Umfrage unter 4316 US-Bürgern, dass 39 % fälschlicherweise glauben, die FDA genehmige nur extrem wirksame Medikamente. Jüngste Metaanalysen und Peer-Review-Studien ergaben jedoch, dass das durchschnittliche neu zugelassene Medikament den Patienten nur einen geringen klinischen Nutzen bietet, insbesondere bei neuen Krebsmedikamenten.